# Silvia Omedes Alegre
Silvia Omedes Alegre (Barcelona, 8 de desembre de 1971) és una gestora cultural catalana, comissària independent, editora i professora de fotografia documental, i fundadora i directora de la Photographic Social Vision a Barcelona, una entitat que divulga i potencia el valor social de la fotografia documental i el fotoperiodisme.

## Biografia
La seva mare, que va treballar professionalment de fotògrafa entre els anys 1976 i 1978, li va despertar la passió per la fotografia i n'hi va ensenyar. Amb el temps, Silvia va voler ser periodista i fotoperiodista, ja que es va adonar que la fotografia era una eina molt poderosa a l'hora de detectar injustícies. Va estudiar Història de l'Art i es va especialitzar en fotografia i cinema, en entendre el poder que la imatge tenia per a comunicar valors i no crear equívocs.
Quan estudiava Belles Arts a Nova York va treballar durant dos anys al Museu Guggenheim; allà va coordinar exposicions com The Art of the Motorcycle, on s'hi exhibien 180 motocicletes de tot el món. Arran d'aquesta experiència va dir-se a si mateixa: "si he sabut coordinar això, em puc atrevir amb el que sigui". En tornar a Barcelona, i amb ganes de ser fotògrafa, va estudiar un postgrau de fotoperiodisme a la Universitat Autònoma de Barcelona (UAB) després d'haver-se format també com gestora cultural, i un any més tard es va unir a dues dones més que també tenien inquietuds socials, per dur els seus bagatges professionals a un terreny on fossin de gran utilitat social; poques setmanes més tard van crear una plataforma per a donar visibilitat a temes socials. El 2001 van participar en un congrés del tercer sector i, en veure que les ONGs es queixaven de la poca capacitat de comunicació dels seus projectes, van decidir crear un nexe entre el fotoperiodisme professional i la societat, atès que coneixien tant fotògrafs com artistes i periodistes disposats a treballar-hi.
D'aquesta manera, l'any 2001 va néixer Photographic Social Vision (PSV). En col·laboració amb la Fundació Vicki Bernadet, PSV va produir el projecte El silencio roto, sobre l'abús sexual en la infància, que estava escrit per la periodista Mercedes de la Rosa i documentat gràficament per la fotògrafa Ana Jiménez; aquest, al seu torn, va ser comprat per La Vanguardia i publicat al seu dominical Magazine del 17 de novembre de 2002. Va ser un reportatge pioner en la denúncia i testimoni de casos de víctimes d'abusos, i va generar un gran impacte a nivell estatal, amb el que es van adonar que es trobaven en el camí correcte, amb bones eines i bons professionals, però que haurien de trobar altres temes per arribar al màxim de gent possible. D'aquesta manera, i com a conseqüència del vincle amb la fundació World Press Photo (WPP) fet durant una visita al festival de fotografia Visa pour l'Image de Perpinyà, van començar a desenvolupar productes expositius propis, amb els que aconsegueixen que un gran nombre de temes arribin al públic anualment i es difonguin.
A través de Photographic Social Vision, l'any 2004 va aconseguir que Barcelona tingués presència en la mostra internacional World Press Photo, i des d'aleshores PSV va organitzar diverses exposicions i va desenvolupar diversos projectes, com el festival de fotografia DOCfield (2013), així com també va impulsar tant la beca de fotoperiodisme d'investigació (2016) com la beca Joana Biarnés (2019).
Des del 2014 és membre del Comitè d'Impuls del Pla Nacional per la Fotografia de la Generalitat de Catalunya, que lluita per a que les administracions duguin a terme projectes i accions per tal de millorar tant el coneixement com la gestió i la conservació del patrimoni fotogràfic.
En l'edició de 2018 del World Press Photo va actuar com a secretària dels jurats de selecció, càrrec que li van proposar exercir tres edicions més, i en una entrevista va comentar que estava satisfeta perque significava "una excel·lent oportunitat per continuar les ja molt bones relacions entre el WPP i (...) Photographic Social Vision", i que fins i tot veia possible influir des de la seva "experiència com a gestora cultural europea en el desenvolupament del concurs amb paràmetres menys anglosaxons i inclús menys patriarcals".

## Formació i carrera professional
És llicenciada en Belles Arts per la New School of Social Research de Nova York i Màster en Funcions Directives a l'escola de negocis ESADE. Va fundar i dirigeix des de 2001 la Fundació Photographic Social Vision a Barcelona. Com a editora gràfica, ha col·laborat amb l'editorial Blume i Ojodepez i és col·laboradora de les revistes 7.7 i La Maleta de Portbou. És professora convidada en el Postgrau de Fotoperiodisme a la Universitat Autònoma de Barcelona (UAB), en el Màster de Fotografia de l'Institut Europeu di Design a Madrid, a l'escola Gris Art de Barcelona i a les masterclass organitzades per la Fundació World Press Photo a Europa i a l'Amèrica Llatina. També és representant i agent de fotògrafs, feina que desenvolupa oferint serveis de consultoria a autors i col·leccions; entre els seus clients hi ha els hereders de l'arxiu Jacques Léonard i la fotògrafa Joana Biarnés. Des del 2014 és membre del Comitè d'Impuls del Pla Nacional per la Fotografia de la Generalitat de Catalunya. Ha estat jurat dels premis Czech Press Photo, 7.7 i és membre del comité de selecció dels alumnes per a beques Joop Swart Masterclass des del 2012.